# Tamara Dragičević
Tamara Dragičević (Beograd, 30. ožujka 1989.) srpska je glumica i model. Najpoznatija je po nastupima u filmovima „Toma” i „Montevideo, Bog te video!” Dragana Bjelogrlića i seriji „Miris kiše na Balkanu” Ljubiše Samardžića.

## Osobni život
Diplomirala je na Fakultetu dramskih umjetnosti u Beogradu. Udana je za srpskog glumca Petra Benčinu. Kćer Stašu rodila je 4. prosinca 2016., a sina Lazara 14. kolovoza 2019. Njezin je šogor glumac Igor Benčina.

## Karijera
Krajem 2009. dobila je ulogu u „Montevideo, Bog te video!”, nadolazećem filmu Dragana Bjelogrlića. Film je premijerno prikazan 20. prosinca 2010. u Sava Centru, a vidjelo ga je više od 500.000 gledatelja. Početkom 2010. Tamara Dragičević dobila je ulogu Buke Salom u RTS-ovoj seriji „Miris kiše na Balkanu”, televizijskoj adaptaciji istoimenog romana Gordane Kuić u režiji Ljubiše Samardžića.
Godine 2011. Tamara Dragičević se pojavila u spotu za singl "Slučajno" Kikija Lesendrića, uz glumca Miloša Bikovića. Glumila je u većem broju predstava u kazalištima.
Pojavila se u televizijskoj seriji RTS-a „Vojna akademija” i spin-off filmu „Vojna akademija 2” te u filmu „Montevideo, vidimo se!” i „Bit ćemo prvaci svijeta”. Godine 2013. bila je jedna od natjecatelja u prvoj sezoni emisije „Tvoje lice zvuči poznato” u Srbiji.
Film „Panama” u kojem je glumila, odabran je za prikazivanje u sekciji posebnih projekcija na Filmskom festivalu u Cannesu 2015. 
U filmu „Toma” i televizijskoj seriji „Toma” glumila je lik pjevačice Silvane Armenulić.